# Drei Tage von De Panne 2011
Die 35. Drei Tage von De Panne (offiziell: KBC-Driedaagse De Panne-Koksijde) waren ein Rad-Etappenrennen, das vom 29. März bis zum 31. März 2011 in Belgien stattfand. Es wurde in zwei Etappen, einer Halbetappe und einem kurzen Einzelzeitfahren über eine Distanz von insgesamt 539 Kilometern ausgetragen. Das Rennen war Teil der UCI Europe Tour 2011 und dort in die höchste Kategorie 2.HC eingestuft.

## Teilnehmer
| ProTeams Team RadioShack Sky ProCycling Rabobank Cycling Team HTC-Highroad Omega Pharma-Lotto Lampre-ISD Katjuscha Vacansoleil-DCM Pro Team Astana Liquigas-Cannondale BMC Racing Team Quickstep Cycling Team Professional Continental Teams FDJ Team Europcar Cofidis, le Crédit en Ligne Colnago-CSF Inox Saur-Sojasun Topsport Vlaanderen-Mercator Skil-Shimano Veranda’s Willems-Accent Landbouwkrediet UnitedHealthcare Pro Cycling Team NetApp |

Am Start standen insgesamt 23 Mannschaften, darunter zwölf der insgesamt 18 ProTeams. Außerdem erhielten noch elf Professional Continental Teams Wildcards für die Rundfahrt, darunter die belgischen Mannschaften Topsport Vlaanderen-Mercator, Veranda’s Willems-Accent und Landbouwkrediet sowie die deutsche Equipe NetApp.

## Strecke
Das vom Veloclub De Panne veranstaltete Rennen begann mit einer Etappe von Middelkerke nach Zottegem, wo das Rennen mit einem zweimal zu befahrenden Rundkurs endete. Insgesamt umfasste dieser Abschnitt zwölf Bergwertungen und drei Kopfsteinpflaster-Abschnitte. Unter anderem wurde auch der von der Flandern-Rundfahrt bekannte Leberg befahren.
Am folgenden Tag führte der mit 219 Kilometern längste Abschnitt der Tour von Oudenaarde nach Koksijde. Hier warteten sechs Bergwertungen sowie eine dreimal zu bewältigende Schlussrunde auf die Fahrer.
Am letzten Tage fand am Morgen eine flache Etappe in De Panne statt, gefolgt vom entscheidenden Einzelzeitfahren am Nachmittag über knapp 15 Kilometer in derselben Stadt.

## Etappen
| Etappe    | Tag      | Start – Ziel           | Typ              | km  | Etappensieger      | Führender          |
| --------- | -------- | ---------------------- | ---------------- | --- | ------------------ | ------------------ |
| 1. Etappe | 29. März | Middelkerke – Zottegem | Bergetappe       | 194 | André Greipel      | André Greipel      |
| 2. Etappe | 30. März | Oudenaarde – Koksijde  | Flachetappe      | 219 | Denis Galimsjanow  | Lieuwe Westra      |
| 3a Etappe | 31. März | De Panne – De Panne    | Flachetappe      | 111 | Jacopo Guarnieri   | Bert de Backer     |
| 3b Etappe | 31. März | De Panne – De Panne    | Einzelzeitfahren | 15  | Sébastien Rosseler | Sébastien Rosseler |

## Rennverlauf
Auf dem ersten und gleichzeitig schwierigsten Abschnitt des Rennens erreichte nach zahlreichen erfolglosen Attacken auf den Schlussrunden in Zottegem eine vierköpfige Spitzengruppe um Tagessieger André Greipel und Lieuwe Westra, Mitfavorit auf den Gesamtsieg, wenige Meter vor dem heranjagenden Feld das Ziel.
Am folgenden Tag verlor Greipel im weißen Leadertrikot allerdings im mittleren, mit fünf Hellingen versehenen Teil der Etappe über fünf Minuten und musste die Gesamtführung an Westra abtreten. Im Sprint des Feldes siegte der Russe Denis Galimsjanow vor dem Deutschen John Degenkolb und legte damit den Grundstein für den Gewinn des Grünen Trikots für den Punktbesten.
Die dritte Etappe wurde am Morgen des dritten Tages ausgetragen und fand bei regnerischen und windigen Witterungsbedingungen statt. Die Hälfte des verbliebenen Fahrerfeldes verlor an einer Windkante den Anschluss an die übrigen Profis und fiel mit über 25 Minuten Rückstand am Ende der Etappe sogar aus der Karenzzeit. Somit schob sich Lieuwe Westra in der Bergwertung von Rang fünf auf eins, da die vor ihm liegenden Fahrer ausgeschlossen worden waren. Aus dem ungefähr fünfzig-köpfigen Feld konnte der Italiener Jacopo Guarnieri (Liquigas-Cannondale) schließlich den Sprint für sich entscheiden. Zuvor hatte der Belgier Bert De Backer am einzigen Zwischensprint des Tages dank zwei Sekunden Zeitbonifikation die Gesamtführung von Westra übernommen. Im abschließenden Einzelzeitfahren war es aber Sébastien Rosseler vom Team RadioShack, der der Konkurrenz keine Chance ließ und mit 14 Sekunden Vorsprung auf Westra (Vacansoleil-DCM) den ersten Rundfahrtsieg seiner Karriere feiern durfte. Teamkollege Michał Kwiatkowski konnte zudem als Dritter ebenfalls das Podium besteigen.

### Wertungstrikots im Rennverlauf
| Etappe | Gesamt             | Berg              | Punkte            | Zwischensprints | Team            |
| ------ | ------------------ | ----------------- | ----------------- | --------------- | --------------- |
| 1.     | André Greipel      | Laurens De Vreese | André Greipel     | Bert De Backer  | Vacansoleil-DCM |
| 2.     | Lieuwe Westra      | Laurens De Vreese | Peter Sagan       | Bert De Backer  | Vacansoleil-DCM |
| 3.a    | Bert De Backer     | Lieuwe Westra     | Denis Galimsjanow | Bert De Backer  | Skil-Shimano    |
| 3.b    | Sébastien Rosseler | Lieuwe Westra     | Denis Galimsjanow | Bert De Backer  | Team RadioShack |